# Žaga, Velike Lašče
Žaga este o localitate din comuna Velike Lašče, Slovenia, cu o populație de 4 locuitori.